# Arthur Shields
Arthur Shields, född 15 februari 1896 i Dublin, Irland, död 27 april 1970 i Santa Barbara, Kalifornien, var en irländsk skådespelare. Han medverkade i ett stort antal Hollywood-filmer under 1940-talet och 1950-talet. Han var bror till skådespelaren Barry Fitzgerald.

## Filmografi
- 1941 – Jag minns min gröna dal
- 1941 – Gentleman Jim
- 1942 – Över allt förnuft
- 1943 – Lassie på äventyr
- 1944 – Himmelrikets nycklar
- 1944 – Över alla hinder
- 1945 – Nya skördar
- 1945 – Domens dal
- 1946 – Den tappres väg
- 1946 – 3 främlingar
- 1947 – Skandalflickan
- 1951 – Fallet O'Hara
- 1952 – Hans vilda fru
- 1953 – I de bästa familjer